# Orneios

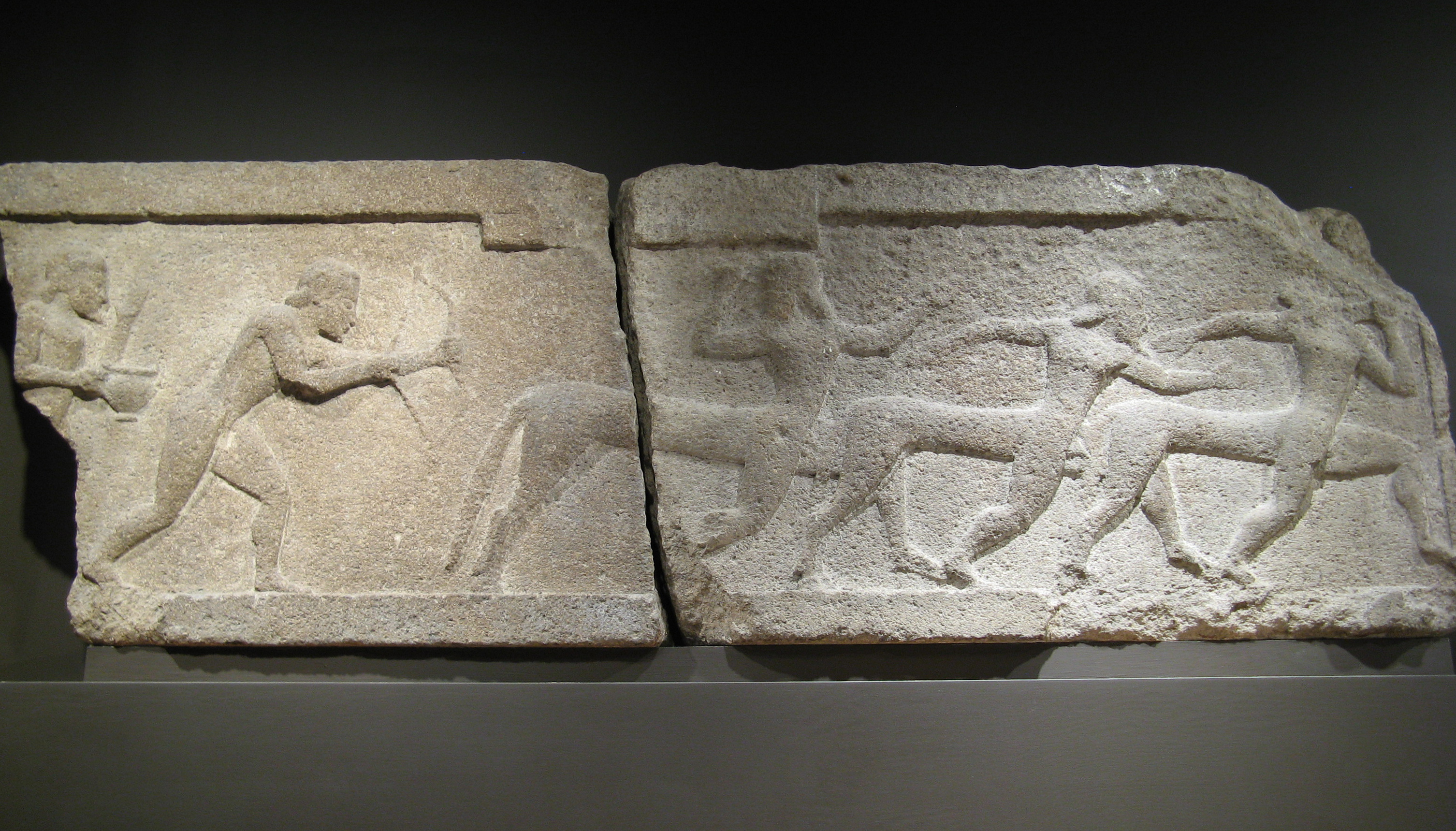
Athenatempel (Assos): Kentauren ergreifen die Flucht

Orneios ist ein Kentaur der griechischen Mythologie. In der Kentauromachie auf der Hochzeit des Lapithen Peirithoos kann er fliehen. Einzige Quelle ist das zwölfte Buch der Metamorphosen des Ovid.

## Name
Er kommt vom griechischen Ὄρνειος, Órneios, lateinisch und deutsch Orneíus oder Ornëus mit Betonung auf der vorletzten Silbe, da sie lang ist. Überliefert werden auch die Varianten Ornaeus oder Arnaeus. Die abweichend betonte Variante Ὀρνειόσ, Orneiós wird von Bömer verworfen.
Orneios ist etymologisch verwandt mit ὄρνεον, órneon, Vogel und so ist er der Mann der Vögel oder der Vogelmann. Roscher schließt daraus, dass in ihm die Gaben der Klugheit und Mantik angedeutet seien. Bei den Römern waren die Vogelschauen ein beliebtes Mittel der Weissagung, was diese Interpretation nahelegt. Der Kentaurenname gehöre damit zu denen, „die offenbar dem poetischen Drange zu individualisieren entsprungen sind und somit nur den Zweck haben, gewisse individuelle Eigenschaften oder die besondere Stellung einiger Kentauren anzudeuten.“ Es gibt auch andere weissagende Kentauren, siehe Cheiron, Asbolos, Perimedes.
Bömer folgt nicht Roschers Erklärung und zählt ihn zu der „Fülle mehr oder weniger gleichgültiger ... Namen“, möglicherweise entspricht er dem „Eponym des Dorfes Orneai in der Argolis“ und sei nur „zur Belebung der Szenerie“ hinzugefügt worden. Orneai (Vogelberg) ist ein hochgelegener Ort und kann als Anspielung auf die Wohnorte der Kentauren in den Bergen verstanden werden.

## Mythos
Der gefährliche und starke Kentaur Rhoetus wird verletzt und zieht sich aus dem Kampfgeschehen zurück. Dies löst eine Massenflucht der Kentauren aus, unter ihnen auch Orneios:
302 fugit et Orneius Lycabasque ... sowohl Orneius flieht als auch Lycabas ...
Orneus führt die Flucht an, es folgen nach dem Lykabas noch Medon, Pisenor, Thaumas, Mermeros, Pholos, Melaneus, Abas und Astylos. Eine besondere Stellung des Kentauren ist im Text nicht zu erkennen, einzig sein Name hebt ihn aus der Masse heraus, er bleibt ein Dutzend-Kentaur unter vielen. Zum mythologischen Hintergrund und Zusammenhang, zur literarischen Gestaltung des Fluchtszene siehe den Artikel Melaneus.